# Efraín Ríos Montt
José Efraín Ríos Montt (ur. 16 czerwca 1926 w Huehuetenango, zm. 1 kwietnia 2018 w Gwatemali) – gwatemalski wojskowy i polityk, prezydent Gwatemali od 23 marca 1982 do 8 sierpnia 1983.

## Życiorys
Urodził się w 1926 roku w Huehuetenango. W latach 1943–1974 służył w wojsku, wystąpił ze służby, by wziąć udział w wyborach prezydenckich jako kandydat Narodowego Frontu Opozycyjnego (FNO). Wybory ostatecznie przyniosły zwycięstwo Kjellowi Laugerudowi. Montt powrócił wówczas do służby w wojsku i w latach 1974–1978 pełnił funkcję attaché wojskowego w Madrycie. W 1978 roku wstąpił do zielonoświątkowego Kościoła Słowa i poświęcił się pracy kaznodziei.
23 marca 1982 Ríos powrócił na arenę polityczną po obaleniu prezydenta Fernanda Romea Lucasa Garcii. Wszedł wówczas w skład trzyosobowej junty wojskowej, która przejęła władzę w kraju. Początkowo objął stanowisko ministra obrony, w czerwcu 1982 roku ogłosił się prezydentem i zwierzchnikiem sił zbrojnych. Po objęciu władzy Ríos Montt zaczął stosować politykę terroru. Wprowadził karę śmierci za drobne nawet przestępstwa, obsadzał stanowiska administracji lokalnej swoimi zwolennikami oraz sprawował rządy za pomocą dekretów. Równocześnie przystąpił do realizacji programu „fasola i karabiny” (frijoles y fusiles), który polegał na przesiedleniu tysięcy ludzi do nowych wiosek i zmuszania ich do udziału w patrolach wojskowych. W walce z lewicową partyzantką stosował taktykę spalonej ziemi. 8 sierpnia 1983 został obalony w wyniku zamachu stanu przez generała Mejíę Victoresa, który sam objął władzę. Reżim Montta jest odpowiedzialny za największe ludobójstwo w historii 36-letniej wojny domowej, która pochłonęła 200 tys. ofiar, w większości ludności majowskiej.
Do polityki próbował powrócić w 1989 roku, kiedy to koalicja partii prawicowych wysunęła jego kandydaturę w wyborach prezydenckich. Sąd odmówił jednak rejestracji jego kandydatury z powodu udziału w zamachu stanu z 1982 roku. 27 stycznia 2012 został formalnie oskarżony o ludobójstwo i zbrodnie przeciw ludzkości popełnione podczas wojny domowej w latach 1960–1996. 10 maja 2013 został skazany na 80 lat więzienia za ludobójstwo.
Efraín Ríos Montt zmarł w mieście Gwatemala 1 kwietnia 2018 na atak serca w wieku 91 lat. Ríos Montt pozostaje jedną z najbardziej kontrowersyjnych postaci we współczesnej historii Gwatemali.